# Adrien Rabiot
Adrien Rabiot-Provost (født 3. april 1995) er en fransk professionel fodboldspiller, som spiller for Ligue 1-holdet Olympique de Marseille og Frankrigs landshold.

## Klubkarriere

### Paris Saint-Germain

#### Debut
Rabiot spillede i en række forskellige klubber i sin ungdomskarriere, herunder en kort periode for Manchester City. I 2010 skiftede Rabiot til Paris Saint-Germains ungdomsakademi. Rabiot gjorde sin professionelle debut med PSG den 26. august 2012.

#### Leje til Toulouse
Rabiot blev i januar 2013 udlejet til Toulouse FC, og tilbragte resten af 2012-13 sæsonen med klubben.

#### Gennembrud
Rabiot imponerede på lån hos Toulouse, og efter han vendte tilbage til Paris havde han sit store gennembrud på PSGs førstehold, da han i 2013-14 sæsonen spillede i størstedelen af kampene i sæsonen. Han fortsatte med at spille en større rolle over de følgende sæsoner.
Rabiots forhold til klubben endte dog dårligt. Hans spilletid blev begrænset efter nye træner Thomas Tuchel ankom, og som resultat af uenigheder over en ny kontrakt, blev han i december 2018 droppet fra førsteholdet. Han blev senere også suspenderet fra holdet for at gå på natklub efter PSG havde tabt en Champions League-kamp imod Manchester United, hvorefter Rabiot også havet liket et opslag fra den tidligere Manchester United-spiller Patrice Evra på Instagram, som jublede over Uniteds sejr over PSG.

### Juventus
Rabiot skiftede til Juventus i juli 2019 efter kontraktudløb med PSG. Han spillede over de næste fem år mere end 200 kampe for klubben, før han forlod ved kontraktudløb i juli 2024.

### Marseille
Rabiot skiftede i september 2024 til Olympique de Marseille.

## Landsholdskarriere

### Ungdomslandshold
Rabiot har repræsenteret Frankrig på flere ungdomslandshold.

### Seniorlandshold
Rabiot debuterede for Frankrigs landshold den 15. november 2016. Han var del af Frankrigs trup til flere internationale turneringer.